# Can Ginebreda
Can Ginebreda és una masia de Gelida (Alt Penedès) protegida com a bé cultural d'interès local.

## Descripció
Es tracta d'un amplíssim casal de 2 cossos principals, amb teulades a dos vessant i un seguit d'edificacions annexes, com una gran era de batre. El cos més antic és format per cellers de volta de turó, dos pisos i unes grans golfes o tinells amb arquets i finestrals. L'altre, consta de grans arcades, un pis i golfes porxades. Un gran pati i un lladoner gegantí cerven el conjunt. De l'interior cal ressenyar el foc de rotllo amb els escons encara en funcionament, rajoles al menjador, mobles antics i les premses d'oli i de vi.

## Història
Aquesta masia, plena d'història i de llegendes, li fou donada per un francès una imatge de la Mare de Déu de la Salut a primeries del segle xviii. L'amo de la casa, Josep Font i Ginebreda, li feu construir una capella arran de la font que encara es conserva i que mai s'obrí al culte. Enfrontats durant anys i panys l'amo de Can Ginebreda i el Rector del poble, finalment fou portada a la parròquia del Castell el 22 de setembre del 1724, el 1870 a la nova parroquial, on fou cremada el 1936, i el 1940 fou restablerta i encara se celebra la seva festa el Dilluns de Pasqua Florida, amb donació del "pa i l'empenta".